# ソムリエ (漫画)
『ソムリエ』は、原作：城アラキ、漫画：甲斐谷忍、監修：堀賢一による日本の漫画。集英社の雑誌『MANGAオールマン』に連載された。単行本は全9巻（絶版）、文庫本は全6巻。天才ソムリエ、佐竹城を主人公としている。
1998年に関西テレビでテレビドラマ化された。派生作品についてもいくつか解説する。

## 概要
佐竹城は、大会社の創業者の父とフランス人の継母を持つ。子供の時、強引に生き別れさせられた継母が飲ませてくれたワインを求めて、主人公が世界を巡るといったストーリー。随所にワインに関する知識、特にワインへの接し方やソムリエとしてのサービスの心構えが描かれている。監修の堀賢一によるコラム「ワインの自由」も付いている。

## 登場人物
佐竹 城
主人公のソムリエ。1968年生まれ。名前は通常「ジョー」とカタカナ表記される。第1巻時点ではフランスで働いているが、転職続きである。ソムリエのコンテストにおいて、ブラインドテストでワインを一口飲んだだけで銘柄はおろかヴィンテージまでことごとく的中させるほど、ワインに関して天才的な味覚を誇る。
ワインに関する姿勢は、知名度や権威や既成概念・先入観に捉われることなく状況に合った最適なワイン選択をするという考え方。ワインに対する不誠実な態度には批判的で、特にワインを金儲けの手段としか考えない態度には強い抵抗を抱く。特定の産地へのこだわりはなく、いわゆるニューワールドのワインも積極的に評価し客に勧める。価格と味のコストパフォーマンスも考慮する。世間の流行よりも最適なワイン選択を優先するため、食品添加物に懐疑的な風潮の中でも「無添加ワイン」（醸造過程で亜硫酸を添加しないワイン。ワイン#醸造も参照）を提供せず、赤ワインブームにあっても白ワインを薦めている。
日本の大手ホテルチェーンであるアトランティックグループの木崎によるスカウトを受け、木崎とのゲームに負けたことから日本に帰国。お台場にあるアトランティックホテルのメインダイニング「LA MER」（ラメール）のチーフソムリエ兼同グループの統括ソムリエに就任。
大手商社の東西物産社長の御曹司であるが、ジョー自身は子供の頃に継母と生き別れさせられたことから父親を憎んでおり、会社を継ぐ気は全くない。
原作では、作品終盤で継母が飲ませてくれたワインに関する意外な事実が明らかになり、それが契機となり父親と和解を果たす。
ミレーヌ・エドラ
フランスの新聞記者。ジョーへの取材で出会う。ジョーが日本へ旅立って以降、ジョーの継母の行方を探していた。
北村 冴子
ファッション雑誌「Eye」の記者。
オヤジさん（ポエミ）
パリのレストラン「Monceau」のオーナーシェフ。普段は典型的な頑固親父だが、時にジョーのために自腹を切ってテイスティング用のワインを用意したりするなど、人情に厚い。
木崎
アトランティックグループの統括マネージャ。同グループがフランス料理部門のてこ入れ策として「Monceau」と提携したことでジョーと知り合う。その後「LA MER」に欠けているものがあるとしてジョーのスカウトに動く。
ジョーがグループの統括ソムリエとなる前はグループ内のワインの仕入れを一括担当しており、自らもワインに精通している。
斉藤
レストラン「LA MAR」のシェフ。ワインの知識も深い。
大久保
「LA MER」の支配人。ジョーとしばしば対立する。ただし細かな接客姿勢についてはジョーも認めている。
水谷
「LA MER」のコミソムリエ。ソムリエになりたいという意気込みはあるが、それがいつも空回りしていろいろトラブルを引き起こす。作中後半における事実上のコメディリリーフ担当。
森下 聖子
「LA MER」のソムリエール。元々はアトランティックグループの別のホテルでソムリエを務めていたが、グループ合同のソムリエ研修会での接客姿勢にジョーが注目し、ソムリエの人手が不足していた「LA MER」に異動となる。性格は比較的冷静だが我が強く、作中では水谷をたしなめる役に回ることが多い。
志村
大阪アトランティックホテルのメインダイニング「LA PLAGE」のチーフソムリエ。同レストランにおける事実上の最高権力者で、支配人すら逆らえない体制を築いている。
フランスの赤ワインに関する伝統へのこだわりが強く、その結果時に客層に無相応とも思える高級ワインを勧めたり、ヴィンテージ的に不作の年のワインを勧めたりすることがある。逆に伝統にこだわるあまりニューワールドのワインを不当に貶めるような行動を取ることもあり、その姿勢を巡って大阪に視察に来たジョーと一時対立したが、結果的に志村の考え方が客に受け入れられていることをジョーも理解し、志村と和解した。
田淵
ジョーのアパートの隣人。とにかくワインマニアで、アパートの床下を勝手に改造してワインセラーを作ってしまうほど。マニアとしてはワインに関する知識を集めることと、ワインそのものの収集がメインで、当初は実際にワインを飲むことがほとんどなかったが、ジョーの影響で徐々にワインを嗜むようになった。
ジョエル・ロシュ
フランスの世界的料理人。ジョーを「LA MER」から引き抜こうと試みる。3つ星シェフでありレジオンドヌール勲章を持つ。
佐竹龍三
ジョーの実父で東西物産社長。作中では心臓病を患っており、後継者探しが急務となっている。
瀬島
佐竹龍三の友人で共に東西物産を育て上げた。龍三の後継者にジョーがなることを望む。
レジーヌ
ジョーとは血縁はないが精神的な母親。佐竹龍三の秘書であった。ワインへの愛着が深い。

## 単行本
SCオールマン
1. 1996/11 ISBN 4-08-878041-8
2. 1997/03 ISBN 4-08-878042-6
3. 1997/09 ISBN 4-08-878043-4
4. 1997/12 ISBN 4-08-878044-2
5. 1998/03 ISBN 4-08-878208-9
6. 1998/06 ISBN 4-08-878221-6
7. 1998/09 ISBN 4-08-878232-1
8. 1998/12 ISBN 4-08-878246-1
9. 1999/07 ISBN 4-08-878263-1

集英社文庫
1. 2003年05月16日 ISBN 4-08-618057-X
2. 2003年05月16日 ISBN 4-08-618058-8
3. 2003年07月18日 ISBN 4-08-618059-6
4. 2003年07月18日 ISBN 4-08-618060-X
5. 2003年09月18日 ISBN 4-08-618061-8
6. 2003年09月18日 ISBN 4-08-618062-6

## 派生作品
いずれの作品にも、監修の堀賢一によるコラム「ワインの自由」が付いている。
『新ソムリエ 瞬のワイン』
北村瞬を主人公とする漫画。原作：城アラキ、漫画：志水三喜郎、監修：堀賢一。集英社の雑誌『MANGAオールマン』に連載された。単行本は全8巻。ソムリエシリーズとなってはいるものの、前作とは設定、登場人物、作画において全て異なっている。
『ソムリエール』
樹カナを主人公とする漫画。原作：城アラキ、漫画：松井勝法、監修：堀賢一。集英社の雑誌『ビジネスジャンプ』2006年23号より連載。『新ソムリエ』同様、原作および監修者を同じくしているのみである。
なお、「le vin #38 二つの樽」（単行本6巻収録）に「ホテル・カーディナル」の営業部長が登場することから、「バーテンダー」と同じ世界観で描かれている。

## テレビドラマ
『ソムリエ』のタイトルで1998年10月13日から12月22日まで、関西テレビの制作で毎週火曜日の22時 - 22時54分にフジテレビ系で放送された。主演は稲垣吾郎。全11回。

### キャスト
LA MAR 9号店

東京郊外にある東西物産傘下のフランス料理チェーン店にして作中の主なる舞台。
城がやってくるまでの間、9号店の売り上げは落ちていた。
佐竹城（26） – 稲垣吾郎
ソムリエ。フランス人の継母との思い出のワインを探すため冴子の誘いを受け日本にやってきた。
木崎菜穂（22） – 菅野美穂
城に敵意を燃やし、彼を見返すためソムリエールを本格的に目指し、事業部部長である父のコネでLA MARに就業。母方の実家は病院経営と富裕層で当初は定職に就かずに親のお金で豪遊していた。
片桐冴子（28） – 鈴木杏樹
本社・東西物産の主任。
大久保兼松（49） – 武田鉄矢
支配人。元本社・東西物産の営業社員だったが一か月前に移動、事実上左遷される。パソコンが使えず、フランス料理やワインの知識も皆無のため従業員たちから軽んじられていた。
安藤高道– 小木茂光
チーフシェフ。パリの三ツ星レストランタイユヴァンの流れを汲む正統派。
榎本徹 – 甲本雅裕
ギャルソン（給仕）。かつて高校球児仲間と共にヒット&ランというお笑いコンビを組み、25歳までショーパブでアルバイトをしていた。
水谷裕 – 青木伸輔
コミソムリエ（ソムリエ見習い）。
小西栄作 – 阿部サダヲ
セカンドシェフ。十年前に不正事件を起こした父親への反抗心から大学を中退して自衛隊に所属していた過去を持つ。
二宮渡 – 安村和之
サードシェフ。
宮前香織 – 原沙知絵
ホール担当。

### スタッフ
- 原作 - 城アラキ、甲斐谷忍（集英社刊）
- 脚本 - 田辺満、樫田正剛
- 音楽 - 本間勇輔
- 演出 - 星護、村上正典、徳市敏之
- プロデューサー - 大平雄司（関西テレビ）、稲田秀樹（共同テレビ）
- 製作 - 関西テレビ、共同テレビ

### 放送日程
| 放送回                                                     | 放送日   | サブタイトル                       | 脚本            | 演出     | 視聴率 |
| ---------------------------------------------------------- | -------- | ---------------------------------- | --------------- | -------- | ------ |
| Vintage1                                                   | 10月13日 | 天才!? 変人!? ワインばか登場!!     | 田辺満          | 星護     | 15.4%  |
| Vintage2                                                   | 10月20日 | ピンチ続出! ワインがない!!         | 田辺満          | 村上正典 | 14.4%  |
| Vintage3                                                   | 10月27日 | わがまま娘の逆襲                   | 田辺満          | 星護     | 13.6%  |
| Vintage4                                                   | 11月03日 | 出入り禁止です!                    | 樫田正剛        | 村上正典 | 14.9%  |
| Vintage5                                                   | 11月10日 | めざせ! お笑いへの道!!             | 田辺満          | 星護     | 11.2%  |
| Vintage6                                                   | 11月17日 | ウエディングベルに涙のワインを…    | 樫田正剛        | 村上正典 | 12.0%  |
| Vintage7                                                   | 11月24日 | 恋するワイン                       | 田辺満          | 徳市敏之 | 13.2%  |
| Vintage8                                                   | 12月01日 | 女ソムリエ誕生!                    | 樫田正剛        | 村上正典 | 10.8%  |
| Vintage9                                                   | 12月08日 | 別れのワイン対決                   | 田辺満          | 星護     | 11.9%  |
| Vintage10                                                  | 12月15日 | 涙で作れ! 愛と感動カクテルを       | 樫田正剛 田辺満 | 村上正典 | 10.9%  |
| Final Vintage                                              | 12月22日 | ワインの誇り…Xマスに奇跡が起きる!? | 田辺満          | 星護     | 14.5%  |
| 平均視聴率 13.0%（視聴率は関東地区・ビデオリサーチ社調べ） |          |                                    |                 |          |        |

| 関西テレビ制作・フジテレビ系列 火曜22時枠ドラマ | 関西テレビ制作・フジテレビ系列 火曜22時枠ドラマ | 関西テレビ制作・フジテレビ系列 火曜22時枠ドラマ |
| 前番組                                          | 番組名                                          | 次番組                                          |
| ----------------------------------------------- | ----------------------------------------------- | ----------------------------------------------- |
| GTO （1998年7月7日 - 9月22日）                  | ソムリエ （1998年10月13日 - 12月22日）          | こいまち （1999年1月12日 - 3月16日）            |